# Римована хроніка
Римо́вана хро́ніка (нім. Reimchronik) — жанр середньовічної історичної літератури у формі хроніки-поеми. Започаткований у XII столітті. Спочатку був популярний у Франції та Англії, звідки поширився по інших країнах. Найстаріша німецька римована хроніка — «Імператорська хроніка» (1150), що описує події від заснування Риму до правління Конрада ІІІ. Серед інших відомих творів — «Лівонська римована хроніка» (XIII ст.), Далімілова хроніка (XIV ст.). Вийшов з моди у Західній Європі у XV ст. У Східній Європі залишався популярним до XVIII століття (Римована хроніка (1682))